# Soto del Real
Soto del Real er en by og kommune i det centrale Spanien i Madrid-regionen. Den har et indbyggertal på 9.441 (2024) indbyggere.